# Scina submarginata
Scina submarginata is een vlokreeftensoort uit de familie van de Scinidae. De wetenschappelijke naam van de soort is voor het eerst geldig gepubliceerd in 1906 door Tattersall.